# Estación de Gif-sur-Yvette
La estación de Gif-sobre-Yvette es una estación ferroviaria francesa ubicada en el municipio de Gif-sobre-Yvette (departamento de Essonne).
Es una estación de la RATP que forma parte de la línea B del RER. Es, con la estación de Courcelle-sur-Yvette, una de las dos estaciones de la ciudad: da servicio al cento.

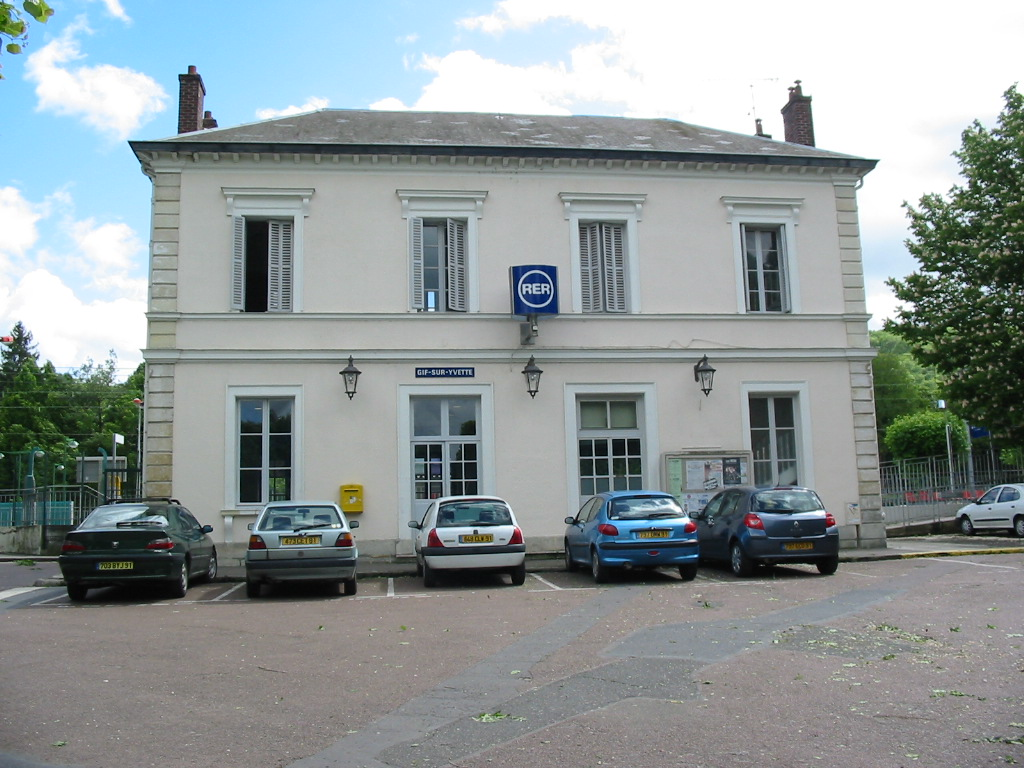
La estación de Gif-sur-Yvette vista desde el exterior

## Historia
El tráfico de mercancías se suprimió en 1972.
Un pasaje subterráneo se puso en servicio el 23 de noviembre de 1977. En 2008-2009 se instalaron ascensores.
En 2011, 717 784 viajeros utilizaron esta estación.